# René Boullier de Branche
Pour les articles homonymes, voir Boullier de Branche et Boullier.
René Boullier de Branche, plus communément appelé René de Branche, est un haut fonctionnaire et homme politique français né le 17 février 1941 à Mende (Lozère) et est mort le 15 avril 1981, à Mayenne (Mayenne).

## Biographie

### Origine et famille
Ses origines familiales se situent en Mayenne, il est l'arrière-petit-fils de Joseph-Augustin Boullier de Branche, ancien maire de la ville de Mayenne. Il est le fils de Henri Boullier de Branche, archiviste, et d'Anne-Marie Trémolet de Villers. 
Il se marie à une ancienne élève de l'École nationale d'administration qui commence au printemps 1979 une carrière de magistrate auprès des tribunaux administratifs.

### Études
Il effectue sa scolarité primaire, dans un établissement privé d'Ernée. Il rejoint ensuite le collège des jésuites du Mans. Après son baccalauréat, il gagne Paris. Après des études à la Faculté de droit de Paris et à l’Institut d’études politiques de Paris, il passe le concours de l'École nationale d'administration, où il est reçu en février 1965.

### Diplomatie
Il est alors nommé à l’Administration centrale du Ministère des affaires étrangères à l’issue de ses deux années de formation. En février 1969, il est placé en service détaché pour entrer en qualité de chargé de mission au cabinet d'U Thant, Secrétaire général des Nations unies, à New York.

### Milieu des affaires
Il quitte l’ONU pour le monde des affaires lors de la démission d'U Thant en décembre 1971, pour être chargé de mission à la direction de la trésorerie et des affaires internationales de la Banque nationale de Paris en janvier 1972. Il devient sous-directeur à la direction des grandes entreprises et du développement de la Banque nationale de Paris en 1975.

### Politique
Il fait son entrée en politique à 32 ans, en étant élu conseiller général PR du canton de Chailland le 23 septembre 1973. Il est élu adjoint au maire de Chailland quelques années plus tard. 
Conseiller des affaires étrangères depuis août 1974, il siège à partir de mars 1976 à la section d’économie générale et de la conjoncture du Conseil économique et social. À l'occasion des législatives de 1978, il se présente pour le tout nouveau parti du président de la République, Valéry Giscard d'Estaing, l'UDF ; à 37 ans, il incarne le rajeunissement de la vie politique locale face au député sortant, Bertrand Denis, élu depuis vingt ans. Le 12 mars 1978, il est élu député de la troisième circonscription de la Mayenne. 
Il s’inscrit au groupe de l'UDF à l’Assemblée nationale. Il siège d’abord à la Commission de la production et des échanges, dont il est élu vice-président dès avril 1978. en 1979, il quitte cette commission pour celle des finances, de l’économie générale et du Plan, dont il devait rester membre jusqu’à sa mort. 
Il figure parmi ces jeunes élus giscardiens qui incarnent une forme de « relève générationnelle » à l’Assemblée nationale. Il quitte le canton de Chailland pour le canton de Mayenne-Est pour les élections au conseil général de mars 1979.
Il meurt d'un cancer à l'âge de 40 ans à la veille de l'élection présidentielle de mai 1981.

## Mandats
Député
- 3 avril 1978 - 15 avril 1981 : Député de la troisième circonscription de la Mayenne

Conseiller général
- 23 septembre 1973 - 24 mars 1979 : Membre du Conseil général de la Mayenne (canton de Chailland)
- 25 mars 1979 - 15 avril 1981 : Membre du Conseil général de la Mayenne (canton de Mayenne Est)